# Ионичев, Николай Павлович
Ионичев Николай Павлович (1949—2006) — советский и российский учёный, доктор исторических наук, профессор.

## Биография
Родился и вырос в городе Иваново в семье служащих. В 1971 году окончил исторический факультет Ивановского государственного педагогического института (ныне - Ивановский государственный университет).
В 1977 году окончил аспирантуру Московского государственного университета имени М. В. Ломоносова и защитил диссертацию на соискание ученой степени кандидата исторических наук.
С 1977 по 1995 год работал доцентом, а затем профессором кафедры отечественной истории Российского заочного института текстильной и легкой промышленности (РосЗИТЛП).
С 1995 по 1998 год — главный ученый секретарь РосЗИТЛП.
В 1993 году защитил докторскую диссертацию на тему «Антимилитаристская деятельность российский социал-демократов (конец XIX в. — 1917 г.)» в Российской академии управления (РАУ). В 1994 году подучил ученое звание профессора.
С 1998 по 2004 год — профессор, заведующий кафедрой (с ноября по декабрь 2000 года) истории Финансовой академии при Правительстве Российской Федерации.
С 2004 года — профессор Академии труда и социальных отношений.
В последние годы жизни являлся членом Международной академии информатизации, старшим научным сотрудником Межвузовского центра сопоставительных историко-антропологических исследований "Историко-антропологическая компаравистика" при Российском университете дружбы народов.

## Научная деятельность
В сферу научных интересов входили вопросы истории экономики, историографии, источниковедения. В последние годы жизни занимался проблемами внешнеэкономических связей России, вопросами вступления России в ВТО.
Ионичев Н.П. являлся автором более 60-ти научных работ, в том числе шести научных и учебно-методических книг.

## Избранные труды
- Внешние экономические связи России (IX - начало XX века) : Учеб. пособие для студентов вузов, обучающихся по экон. специальностям и направлениям / Н. П. Ионичев. - М. : Аспект пресс, 2001. - 399 с.
- Международные экономические отношения капиталистической России (1861-1914) /Финансовая акад. при Правительстве Рос. Федерации. - Москва : МГУП, 2001. - 313 с. : ил.
- Иностранный капитал в экономике России : (XVIII-начало XX в.) / Финансовая акад. при Правительстве Рос. Федерации. - Москва: МГУП, 2002. - 259 с.